# LEADERS: The Combined Strategy Game
LEADERS: The Combined Strategy Game ist ein App-unterstütztes strategisches Brettspiel, das zuerst 2013 und in neuer Auflage 2018 bei der österreichischen rudy games GmbH erschienen ist. Bei dem Spiel handelt es sich um ein Area-Control-Spiel, bei dem die Spielenden ähnlich wie bei Risiko als eine von mehreren Weltmächten versuchen, ihre Macht auszubauen und durch das Spiel vorgegebene Ziele zu erreichen.

## Thema und Ausstattung
Das Spiel Leaders ist an ähnliche Spiele mit Area-Control-Mechanismus, vor allem das klassische Risiko, angelehnt und ergänzt die aus diesem Spiel bekannten Spielmechanismen durch weitere Elemente. Die Spieler spielen vorab ausgewählte Szenarien, deren Regeln durch die zum Spiel gehörige App vorgegeben sind. Gewinner ist der Spieler, der zuerst eine durch das gewählte Spielszenario vorgegebene Siegbedingung erfüllt.
Das Spielmaterial besteht neben der Spielanleitung aus:
- einem großen Spielplan in Form einer Weltkarte,
- über 300 Plastikminiaturen (Truppen),
- sechs Nationen-Karten,
- sechs Base-Camps,
- 18 Würfel,
- 15 Szenariomarker,
- 30 Holzmarker, und
- einem Quick-Start-Guide

Hinzu kommt eine Mobile App, die auf einem Tablet genutzt wird (Android oder iOS), und ohne die Leaders nicht gespielt werden kann.

## Spielweise

### Vorbereitungen
Vor dem ersten Spiel muss die App für das Tablet heruntergeladen und installiert werden. Danach erstellt der Benutzer einen Account und kann aus diesem heraus das Spiel starten.
Das Spielfeld wird in der Tischmitte ausgelegt und die Spieler wählen jeweils eine Nation. In der App wird die Anzahl der Spieler ausgewählt und die App passt die Ressourcen, Kosten für Einheiten, Boni durch Forschung usw. entsprechend der Spieleranzahl an. Danach wird ein Spielszenario ausgewählt. Die Spieler geben nun nacheinander ihre Spielerinformationen  wie Spielernamen und Spielerfarbe ein. Je nach gewähltem Szenario wählen sie zusätzlich einen der drei Machtblöcke (kapitalistisch, neutral oder kommunistisch) aus. Zuletzt wählen sie eine Nation, die sich in ihrem jeweiligen Machtblock, ihrer Spezialfähigkeit und ihrer Home Area unterscheiden. In der Basisversion des Spiels sind dabei die folgenden sechs Nationen enthalten:
- USA
- Deutschland
- Sowjetunion
- Vereinigtes Königreich
- Frankreich
- Volksrepublik China

Die Spieler erhalten nun jeweils eine Spielertafel, die vor ihnen abgelegt wird, und die das Base Camp mit der Drop Zone, die Skalen für Ehrenabzeichen und Militärforschung und Platz für die Nationen-Karte zeigt. Er legt die Nationen-Karte seiner gewählten Nation auf den dafür vorgesehenen Platz seiner Spielertafel und erhält alle Spielfiguren seiner gewählten Spielerfarbe (30 Infanterie-, 10 Panzer- und 10 Flieger-Einheiten), die als Vorrat rechts neben die Spielertafel gelegt werden. Zudem bekommt er alle Holzmarker seiner gewählten Spielerfarbe und legt sie links neben die Spielertafel ab. Die App zeigt nun abhängig vom gewählten Szenario an, wie die Startgebiete zu besetzen sind, wobei es die Optionen „frei wählbar“, „Home Area“ oder „festes Gebiet“ gibt. Um den Startvorteil des ersten Spielers auszugleichen, erhalten die folgenden Spieler Infanterie-Einheiten entsprechend ihrer Position von ihrem Vorrat und stellen diese auf ihr Base Camp auf der rechten Seite der Spielertafel.
Bevor das Spiel startet, zeigt die Leaders-App die Siegmöglichkeiten des ausgewählten Szenarios sowie potenziell in diesem Spiel gültige Sonderregeln an.

### Spielweise
Leaders ist ein rundenbasiertes Spiel, bei dem alle Spieler in einer der von der LEADERS-App vorgegebenen Spielerreihenfolge ihre Züge ausführen. Die App zeigt dem aktiven Spieler rechts oben die aktuelle Spielphase, in der er sich befindet, an, und nach diesem führen alle anderen Spieler ihren Spielzug aus, beginnend mit der Eingabe seiner Produktionspunkte. Eine Spielrunde endet, wenn jeder Spieler einmal seinen Spielzug ausgeführt hat. Alle Schritte und Aktionen im Spiel werden durch die App begleitet und zwischen den einzelnen Phasen muss der jeweils aktive Spieler der App angeben, dass die letzte Phase abgeschlossen ist und die nächste Phase starten kann.
Zu Beginn seiner Runde gibt der aktive Spieler immer zuerst seinen aktuellen Produktionspunktestand offen in die App ein. Dabei handelt es sich um die Summe der Produktionspunkte aller von ihm besetzten Gebiete und der Kontinent-Boni. Der aktuelle Produktionspunktstand jedes Spielers wird am unteren Spielplanrand durch einen seiner Holzmarker markiert. Darauf folgend nimmt der aktive Spieler alle überschüssigen Einheiten vom Spielplan in sein Base Camp auf dem Spielertableau, sodass in jedem seiner Gebiete nur eine Einheit zurückbleibt. Er darf dabei entscheiden, welchen Einheitentyp er in dem jeweiligen Gebiet belässt. Von Seefeldern dürfen keine Einheiten abgezogen werden. Danach zieht er alle Einheiten aus der Drop Zone in das Base Camp auf seiner Spielertafel.
Nachdem der Spieler seine Einheiten abgezogen und dies bestätigt hat, werden ihm durch die App öffentliche und geheime nationale Ereignisse angezeigt. Hat der Spieler Allianz-Angebote anderer Spieler bekommen, kann er zu diesen jeweils eine Entscheidung treffen. Öffentliche Ereignisse können Truppennachschub, Sabotage, Boykott, neue Technologien im Bereich Militär oder „Ruhm und Ehre“ beinhalten, geheime Ereignisse sind unter anderen Angaben über neue Technologien im Bereich Technologie und Wirtschaft, Statusangaben über Boykotte, Spionageaktivitäten und Sabotagen, Diplomatie- und Missions-Ergebnisse und ähnliches.
In der nächsten Phase werden Einheiten beordert, die dann für die nachfolgende Kampfphase verwendet werden. Der aktive Spieler platziert beliebig viele Einheiten aus dem Base Camp in seine eigenen Gebiete oder in die Gebiete seiner Allianz-Partner mit Ausnahme der Seefelder, von denen aus er in der Folgephase aktiv werden möchte. Die Anzahl der platzierten Einheiten zusammen mit den bereits vorhandenen Einheit darf dabei nicht höher sein als die Produktionspunkte des jeweiligen Gebietes. Diese kann durch Forschung (Militär 2) oder durch Sondereigenschaften einzelner Nationen erhöht werden. Der aktive Spieler bewegt anschließend die platzierten Einheiten in angrenzende Gebiete, die er angreifen möchte. Dabei muss er eine Einheit in dem Startgebiet belassen, um dieses weiter besetzt zu halten. Leere Gebiete können kampflos eingenommen werden. Nachdem der Spieler alle Truppenbewegungen ausgeführt hat, darf jeder Verteidiger Einheiten aus seinem Base Camp in seine eigenen oder zu Allianzpartnern gehörenden angegriffenen Gebiete setzen. Die Anzahl der Einheiten des Verteidigers eines Gebietes darf dabei nicht höher sein, als die Produktionspunkte des jeweiligen Gebietes.
Wenn alle Verteidiger ihre Einheiten verteilt haben, kommt es zu Kämpfen in allen Gebieten mit Truppen verschiedener Spieler mit Ausnahme der Seefelder, in denen der aktive Spieler selbst entscheiden darf, ob er angreift. Der Angreifer legt die Reihenfolge der Kämpfe fest und jeder Kampf geht so lange, bis Angreifer oder Verteidiger keine Einheiten mehr in dem Gebiet haben oder eine der Parteien einen Rückzug angetreten hat. Die Kämpfe werden rundenweise ausgetragen und jeweils zu Beginn entscheiden sich erst der Angreifer und dann der Verteidiger, ob sie einen Rückzug machen wollen. In diesem Fall verliert der entsprechende Spieler die Hälfte seiner am Kampf beteiligten Einheiten und setzt den Rest der Einheiten zurück in die Drop Zone seines Spielertabelaus. Zieht sich kein Spieler zurück, wird der Kampf ausgewürfelt. Die Anzahl der verwendeten Würfel richtet sich nach Anzahl und Art der Einheiten, die der jeweilige Spieler in diesem Gebiet hat; er verwendet für jede Infanterie-Einheit einen weißen Würfel werfen, für jede Panzer-Einheit einen grauen Würfel und für jede Flieger-Einheit einen schwarzen Würfel. Dabei darf er maximal 3 Würfel werfen, auch wenn mehr Einheiten am Kampf beteiligt sind. Für jeden geworfenen Treffer muss der gegnerische Spieler eine Einheit nach seiner Wahl aus dem Gebiet entfernen. Wenn nach dem Ende einer Kampfrunde nur noch Einheiten eines Spielers oder einer Allianz in dem Gebiet sind, hat dieser Spieler den Kampf gewonnen. Gewinnt der Angreifer, rückt er seinen Marker auf der Produktionspunkte-Skala entsprechend der Produktionspunkte des Gebietes vor und der Verteidiger setzt seinen Marker entsprechend zurück. Gewinnt der Verteidiger, bleiben die Werte unverändert. Wenn kein Spieler mehr Einheiten hat, endet der Kampf unentschieden und der Verteidiger verliert die entsprechenden Produktionspunkte für das Gebiet.
In der letzten Spielphase organisiert der aktive Spieler sein Hauptquartier und folgt dabei den Anweisungen der App. Er kann dort seine Produktionspunkte ausgeben für Militär, indem er neue Einheiten rekrutiert, für Forschung in unterschiedlichen Bereichen, um Boni zu erhalten, für Diplomatie, um Allianzen einzugehen, für Spionage und Sabotage oder für Missionen. Danach beendet der Spieler seine Runde und gibt das Tablet weiter an den nächsten Spieler.

### Spielende
Das Spiel endet, wenn ein Spieler eine der durch das gewählte Spielszenario vorgegebenen Siegbedingungen erfüllt. Dieser Spieler beendet und gewinnt das Spiel. Mögliche Siegbedingungen sind:
- Militär: Es gewinnt der Spieler, der zu Beginn seines Spielzugs bei der Produktionspunkte-Eingabe den vom Szenario vorgegebenen Wert oder mehr eingeben kann.
- Forschung: Es gewinnt der Spieler, der den durch das Szenario bestimmten Forschungsfortschritt in allen drei Forschungsbereichen erreicht hat.
- Missionen: Es gewinnt der Spieler, der durch das Erfüllen von Missionen ein gewisses Ehrenabzeichen verliehen bekommt.

Zusätzlich kann es abhängig vom gewählten Szenario zusätzliche szenariospezifische Siegmöglichkeiten geben.

## Erweiterungen
Rudy Games veröffentlichte für LEADERS: The Combined Strategy Game mehrere Erweiterungen mit neuen Nationen, die eigene Eigenschaften in das Spiel bringen. Dabei sind die folgenden Erweiterungen mit jeweils nationstypischen Optionen und Boni erschienen:
- Japan – Rising Sun
- Argentinien – El Tango Diplomacia
- Kuba – Cigars up in smoke!
- Australien – Menace from Down Under
- Südafrika – Soul of Africa!

## Entwicklung und Ausgaben
Leaders wurde in der ersten Ausgabe im Jahr 2013 bei dem österreichischen Verlag rudy games veröffentlicht. Dabei handelte es sich um das erste Spiel des Verlages, der später weitere folgten. 2018 folgte eine zweite, überarbeitete Ausgabe des Spiels mit dem Titel Edition 18, wobei die Änderungen nach Angaben des Verlags allerdings vor allem die App betreffen und unter anderem neue Szenarien, neue Ereignisse und einige Verbesserungen der Spielerführung beinhalten.

## Belege
1. 1 2 3 4 5 6 7 8 9 10 11 12 13 14  Spieleanleitung Leaders, rudy games 2018; abgerufen am 23. Februar 2019.
2. ↑  Versionen von LEADERS: The Combined Strategy Game in der Spieledatenbank BoardGameGeek (englisch); abgerufen am 4. Februar 2019.
3. ↑  LEADERS: The Combined Strategy Game bei rudy games; abgerufen am 4. Februar 2019.